# Мартин Мрва
Мартин Мрва ( Martin Mrva; нар. 12 грудня 1971, Пряшів) – словацький шахіст, гросмейстер від 2005 року.

## Шахова кар'єра
1988 року в Трнаві здобув срібну, а рік по тому в Михайлівцях - золоту медаль чемпіонату Словаччини. У 1993 році посів 1-ше місце (попереду, зокрема, Тібора Тольнаї) на серпневому виданні регуляного турніру First Saturday у Будапешті. 1995 року поділив 2-ге місце (позаду Сергія Мовсесяна) на турнірі за швейцарською системою в Глоговеці. Наступного року посів 3-тє місце на відкритому чемпіонаті Словаччини, який відбувся в Мартіні. У 1997 році переміг на турнірі Tatry Open в Татранській Ломниці. 2004 року посів 1-ше місце в Пештянах, тоді як у 2005 році поділив 1-ше місце на наступному турнірі Tatry Open у Татржанських Зрубах.
Чотири рази (1994, 1996, 2000, 2004) у складі національної збірної брав участь у шахових олімпіадах.
Найвищий рейтинг Ело в кар'єрі мав станом на 1 квітня 2005 року, досягнувши 2512 очок займав тоді 5-те місце серед словацьких шахістів.
Є видавцем журналу "Šach Revue", а також веде інтернет-портал www.c7c5.com.

## Особисте життя
Дружина Мартина Мрви - словацька шахістка, міжнародний майстер серед жінок Алена Мрвова.

## Зміни рейтингу
| На цьому місці має відображатися графік чи діаграма, однак з технічних причин його відображення наразі вимкнено. Будь ласка, не видаляйте код, який викликає це повідомлення. Розробники вже працюють для того, щоби відновити штатне функціонування цього графіка або діаграми. | |
| | На цьому місці має відображатися графік чи діаграма, однак з технічних причин його відображення наразі вимкнено. Будь ласка, не видаляйте код, який викликає це повідомлення. Розробники вже працюють для того, щоби відновити штатне функціонування цього графіка або діаграми. |